# Enneapterygius nigricauda
Enneapterygius nigricauda és una espècie de peix de la família dels tripterígids i de l'ordre dels perciformes.

## Morfologia
- Els mascles poden assolir 2,9 cm de longitud total.[3][4]

## Hàbitat
És un peix marí de clima tropical que viu fins als 11 m de fondària.

## Distribució geogràfica
Es troba a Taiwan, les Filipines, Vanuatu, Tonga, la Samoa Nord-americana, les Illes de la Societat, les Illes Marshall, Guam i les Illes Boni (Japó).